# A magyar adópengő pénzjegyei
Az adópengőre szóló, pénzként használt értékpapírokat eredetileg nem pénzforgalmi célokra tervezték, azonban a pengő értékvesztése miatt előbb de facto majd de jure is fizetőeszközökké váltak és kiszorították a pengőbankjegyeket, emiatt tulajdonképpen szükségpénznek tekinthetők.

## Adójegyek
Az adópengőre szóló adójegyeket 1946 májusában bocsátották ki, és adók lerovására, illetve bankbetétek befizetésére volt használható. Tulajdonképpen két hónapos lejáratú, adópengőre szóló kötvények voltak, melyek a lejárat után értéküket vesztették. Júniustól már közüzemi díjak és közszolgáltatások kiegyenlítésére is fel lehetett használni, július 8. után pedig rendelettel törvényes fizetőeszközzé tették. Az adójegyeket Horváth Endre tervezte. Legyártásuk nagy sietségben történt, ezért sok a téves nyomat (szöveghiba, tükörképi címer), kivitelük egyébként is igénytelen volt.
| Kép                                            | Kép      | Névérték             | Méret       | Leírás      | Leírás                | Dátumok         | Dátumok          | Dátumok              | Dátumok              |
| Előoldal                                       | Hátoldal | Névérték             | Méret       | Előoldal    | Hátoldal              | nyomtatás       | kibocsátás       | visszavonás          | elévülés             |
| ---------------------------------------------- | -------- | -------------------- | ----------- | ----------- | --------------------- | --------------- | ---------------- | -------------------- | -------------------- |
|                                                |          | 10 000 adópengő      | 136 × 83 mm | Értékjelzés | Felhasználási záradék | 1946. május 28. | 1946. június 13. | 1946. július 31.     | 1956. szeptember 30. |
|                                                |          | 50 000 adópengő      | 136 × 83 mm | Értékjelzés | Felhasználási záradék | 1946. május 25. | 1946. május 30.  | 1946. július 31.     | 1956. szeptember 30. |
|                                                |          | 100 000 adópengő     | 136 × 83 mm | Értékjelzés | Felhasználási záradék | 1946. május 28. | 1946. június 13. | 1946. július 31.     | 1956. szeptember 30. |
|                                                |          | 500 000 adópengő     | 136 × 83 mm | Értékjelzés | Felhasználási záradék | 1946. május 25. | 1946. május 30.  | 1946. július 31.     | 1956. szeptember 30. |
|                                                |          | 1 000 000 adópengő   | 136 × 83 mm | Értékjelzés | Felhasználási záradék | 1946. május 25. | 1946. május 30.  | 1946. július 31.     | 1956. szeptember 30. |
|                                                |          | 10 000 000 adópengő  | 136 × 83 mm | Értékjelzés | Felhasználási záradék | 1946. május 25. | 1946. július 18. | 1946. szeptember 30. | 1956. szeptember 30. |
|                                                |          | 100 000 000 adópengő | 136 × 83 mm | Értékjelzés | Felhasználási záradék | 1946. május 25. | 1946. július 25. | 1946. szeptember 30. | 1956. szeptember 30. |
|                                                |          | 1 000 000 adópengő   | 136 × 83 mm | Értékjelzés | Felhasználási záradék | 1946. május 25. | soha             | -                    | -                    |
| A képeken 0,7 pixel felel meg 1 milliméternek. |          |                      |             |             |                       |                 |                  |                      |                      |

## Nem kamatozó pénztárjegyek
A Postatakarékpénztár eredetileg belső használatra állította elő adópengőre szóló nem kamatozó pénztárjegyeit, hogy megkönnyítse a betétek kezelését. Később a pénztárjegyek kikerültek a közforgalomba, egyúttal megszüntették a felhasználásukat korlátozó szabályokat.
| Kép                                            | Kép      | Névérték            | Méret        | Leírás      | Leírás                | Dátumok   | Dátumok    | Dátumok     | Dátumok  |
| Előoldal                                       | Hátoldal | Névérték            | Méret        | Előoldal    | Hátoldal              | nyomtatás | kibocsátás | visszavonás | elévülés |
| ---------------------------------------------- | -------- | ------------------- | ------------ | ----------- | --------------------- | --------- | ---------- | ----------- | -------- |
|                                                |          | 10 000 adópengő     | 145 × 100 mm | Értékjelzés | Felhasználási záradék |           |            |             |          |
|                                                |          | 100 000 adópengő    | 145 × 100 mm | Értékjelzés | Felhasználási záradék |           |            |             |          |
|                                                |          | 1 000 000 adópengő  | 145 × 100 mm | Értékjelzés | Felhasználási záradék |           |            |             |          |
|                                                |          | 10 000 000 adópengő | 145 × 100 mm | Értékjelzés | Felhasználási záradék |           |            |             |          |
| A képeken 0,7 pixel felel meg 1 milliméternek. |          |                     |              |             |                       |           |            |             |          |

## Illetékbélyegek
1946 júniusától már túlnyomóan adópengőben történtek az elszámolások és a készpénzmozgások, ez utóbbit viszont megnehezítette a 10 000 adópengő alatti címletek hiánya. A hiány pótlására rendeletben tették lehetővé, hogy a 10 000 adópengő alatti névértékű illetékbélyegeket a készpénzforgalomban fel lehessen használni. Ez a valóságban inkább hivatalos díjak lerovását jelentette, a mindennapi készpénzforgalomban nem volt jelentősége. Az illetékbélyegek eleinte pengő illetékbélyegek adópengőre való felülbélyegzésével készültek, később legyártották a már eleve adópengőre szóló bélyegeket is.